# Куакбаш
Куакбаш — село в Лениногорском районе Республики Татарстан. Административный центр Куакбашского сельского поселения.

## География
Расположено на реке Кувак, в 20 км к западу от города Лениногорска.

## История
Основано в 1730-е годы. 
До 1860-х годов жители относились к сословиям тептярей и государственных крестьян. Их основные занятия в этот период — земледелие и скотоводство, а также собирание золы на продажу.
В «Списке населенных мест по сведениям 1859 года», изданном в 1864 году, населённый пункт упомянут как казённая и башкирская деревня Куакбаш 1-го стана Бугульминского уезда Самарской губернии. Располагалась при речке Куваке, по просёлочному тракту из Бугульмы в Симбирск, в 42 верстах от уездного города Бугульма и в 30 верстах от становой квартиры в казённой и башкирской деревне Альметева (Альметь-муллина). В деревне, в 202 дворах жили 1159 человек (585 мужчин и 574 женщины), была мечеть.
По сведениям 1864 года, в селе были мечеть, медресе (открыто в 1822—1823 гг. Г. Утыз Имяни).
В начале XX века в селе располагались волостное правление, земская станция; действовали 3 мечети, 3 водяные мельницы; базар по вторникам. В этот период земельный надел сельской общины составлял 3460 десятин.
До 1920 года село являлось центром Кузайкинской волости Бугульминского уезда Самарской губернии. С 1920 года в составе Бугульминского кантона ТАССР. С 10 августа 1930 года в Шугуровском, с 16 октября 1959 года в Лениногорском районах.
В 1933 году в селе образован колхоз, с 1994 года коллективное предприятие им. К. Маркса, с 2004 года крестьянское (фермерское) хозяйство, с 2006 года общество с ограниченной ответственностью «Маркс».

## Население
| 1859 | 1889 | 1900 | 1910 | 1926 | 1938 | 1949 | 1958 | 1970 | 1979 | 1989 | 2002 | 2010 | 2017 |
| ---- | ---- | ---- | ---- | ---- | ---- | ---- | ---- | ---- | ---- | ---- | ---- | ---- | ---- |
| 1159 | 1662 | 1926 | 2178 | 1764 | 1444 | 1168 | 1068 | 1237 | 1032 | 879  | 883  | 817  | 846  |

Национальный состав села — татары.

## Экономика
Сельское хозяйство со специализацией на полеводстве, мясо-молочном скотоводстве.

## Инфраструктура
Действуют неполная средняя школа (с 1928 г. как начальная),  дом культуры и библиотека (оба – с 1955 г.), фельдшерско-акушерский пункт (с 1983 г.), детский сад (с 1987 г.).

## Религия
Мечеть (с 1991 г.).